# Efeito Coandă

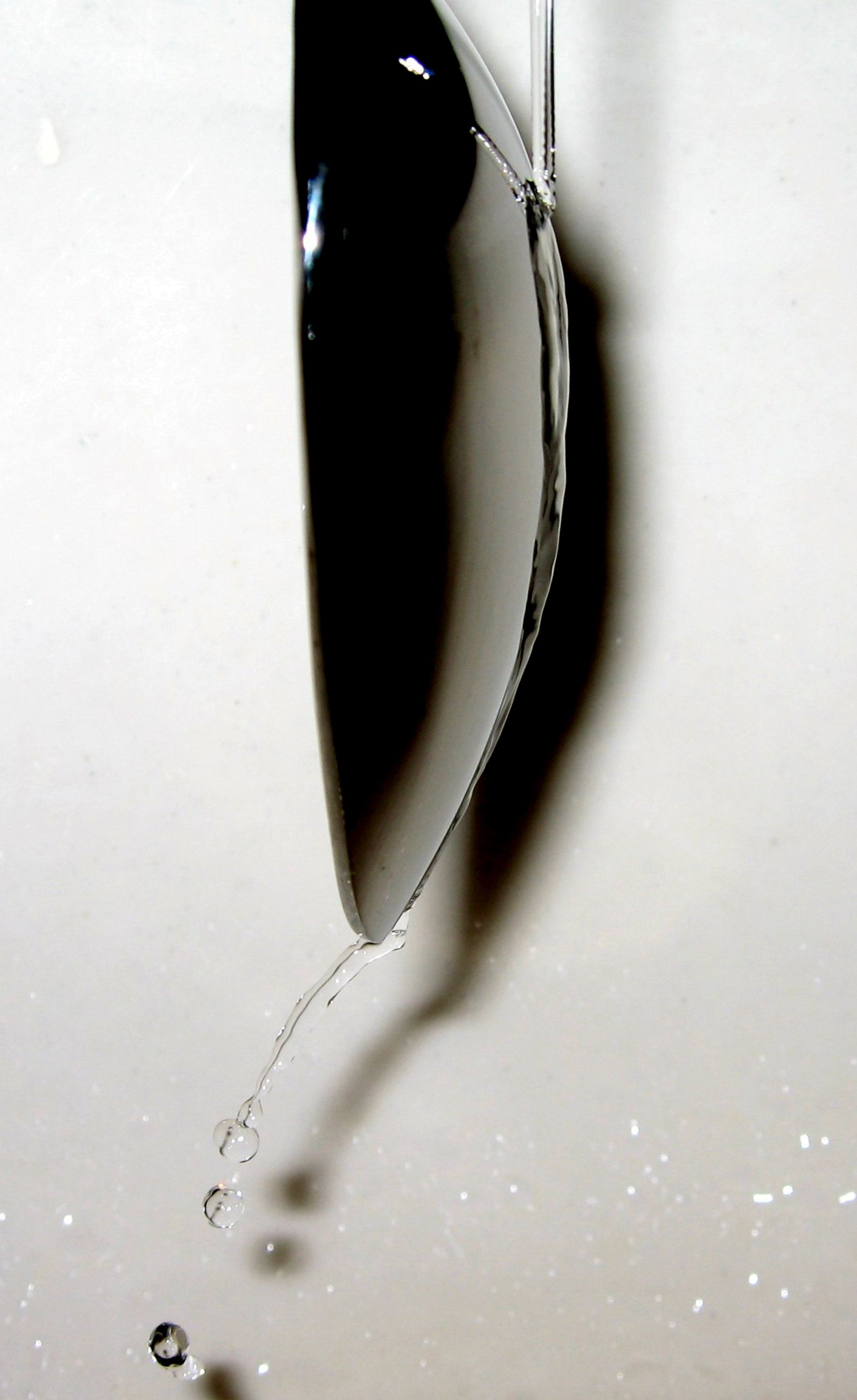
O efeito Coandă demonstrado com uma colher e uma corrente de água.

Demonstração do efeito Coandă

O efeito Coandă (AFI: ['kwandə]) é a tendência de um filete de um fluido permanecer unido a uma superfície curva adjacente. O nome homenageia o romeno Henri Coandă, que foi o primeiro a reconhecer a aplicação prática do fenômeno no desenvolvimento de aeronaves.
Este efeito é estudado em mecânica dos fluidos, de modo a expressar as forças que se originam devido a viscosidade dos fluidos.

## Explicação
A melhor maneira de explicar em que consiste o efeito Coandă é com um exemplo:
Suponhamos uma superfície curva, por exemplo um cilindro, tal como está na ilustração. 
Se sobre ele vertermos algo sólido (arroz, por exemplo), será desviado rumo a direita. O cilindro, pela terceira lei de Newton, tenderá a ir para a esquerda. Isto se pode ver na primeira parte da ilustração.
Se repetimos esta experiência, mas com um líquido, devido à sua viscosidade, ele tenderá a "agarrar-se" à superfície curva pelo fato de a pressão no fluido no local da curva ser menor. O fluido portanto sairá pela esquerda. 

## Descoberta
O efeito Coandă foi descoberto em 1910 pelo engenheiro aeronáutico romeno Henri Coandă (1885-1972), que se interessou pelo fenômeno depois de ter destruído um protótipo de aeronave desenvolvido por ele (Coandă-1910).
Coandă notou que um fluido tende a seguir o contorno da superfície sobre a qual incide, se a curvatura da mesma, ou o ângulo de incidência do fluido com a superfície, não são muito grandes.